# Vitor Reis
Vitor de Oliveira Nunes dos Reis, född 12 januari 2006, är en brasiliansk fotbollsspelare som spelar som mittback för Manchester City.